# Benjamin Horne
Benjamin Joseph Horne detto Ben è un personaggio immaginario della serie televisiva statunitense I segreti di Twin Peaks, creata da Mark Frost e David Lynch.
È interpretato da Richard Beymer, con la voce italiana di Massimo Rinaldi.
Benjamin è l'uomo più ricco di Twin Peaks e, per ammissione dello sceriffo Truman possiede circa mezza città. Ambiguo e senza scrupoli, dietro alla facciata del ricco imprenditore, egli nasconde contatti con il crimine locale.

## Profilo
Benjamin Horne rappresenta l'imprenditore avido, doppiogiochista e senza scrupoli, i cui unici interessi sono gli affari e l'acquisizione di un sempre maggior potere. A differenza della grande maggioranza dei cittadini di Twin Peaks, le cui caratteristiche di atteggiamento e vestiario sembrano essere rimaste ferme agli anni cinquanta, Ben veste e si comporta sul modello archetipico del mago della finanza degli anni ottanta.
Spietato e di grande cultura, Ben appare profondamente diverso dai suoi concittadini: completamente privo della loro saggezza popolare, è comunque estremamente intelligente, dotato di grande saggezza e amante delle composizioni di Shakespeare. Horne non è mai stato visto indossare abiti simili a quelli della maggior parte della popolazione di Twin Peaks; al contrario, sfoggia eleganti completi doppiopetto e tute da ginnastica per l'intera durata della serie. Dopo averlo visto, l'agente Cooper lo definisce un "dandy".
Per i primi sedici episodi della serie, Benjamin viene mostrato dagli autori come il principale antagonista delle sottotrame non direttamente collegate alla trama principale dell'omicidio di Laura Palmer. Finisce tuttavia per essere sospettato del suddetto delitto, e infine rinchiuso, nonostante non sia coinvolto, mentre, per la durata complessiva dei 30 episodi che compongono la serie, non viene mai incriminato di nessuna delle sue molteplici attività criminali.
Col proseguire della serie Ben rivela di avere, come del resto tutti gli abitanti di Twin Peaks, un lato oscuro che, in contrasto alla sua identità pubblica di "cattivo", si rivela essere fondamentalmente quello di un uomo buono, solitario e depresso da ciò in cui la sua vita e la sua famiglia si è trasformata. Proprio a causa di ciò, assieme alla figlia Audrey, Ben è il personaggio che si evolve maggiormente nel corso della storia, diventando da imprenditore senza scrupoli, un convinto ambientalista in cerca di redenzione per i crimini commessi in passato e mosso da un genuino sentimento di altruismo.
Il cognome ed il secondo nome del personaggio derivano dalla Joseph Horne Company, grande distribuzione organizzata realmente esistente a Pittsburgh, città natale di Mark Frost, mentre il suo nome e quello del fratello, derivano dalla Ben & Jerry's.

## Biografia

### Antefatti
Ben Horne nacque a Twin Peaks, Washington, il 4 agosto 1940, figlio primogenito del potente imprenditore J.J. Horne, ha un fratello minore, Jerry, con cui condivide un forte legame. Dopo la morte del padre, Ben ereditò la direzione dell'impero industriale di famiglia assieme al fratello.
Il che implica che, oltre all'Horne's Department Store assume la direzione del Great Northern Hotel, albergo che, occasionalmente diviene sede delle riunioni cittadine. Guidati da uno stile di vita dissoluto, più avanti negli anni, i fratelli Horne acquistarono anche il One-Eyed Jacks, un casinò/bordello situato oltre il confine col Canada.
Sui primi anni sessanta, Ben si sposò con Sylvia, la quale compare molto raramente nella serie. Nel 1962 dalla donna ebbe un figlio Johnny, affetto da ritardi mentali, e nel 1970 una figlia, Audrey, a cui non diede mai affetto e che trascurò fin dalla nascita.
Molto intimo col suo avvocato, Leland Palmer, sviluppò un profondo rapporto d'affetto con la figlia di questi, Laura, coetanea di Audrey, che amò da sempre come fosse sua, finché, una volta cresciuta, ne diventò perfino uno dei molti amanti.
Parallelamente divenne l'amante di Catherine Martell, direttrice della Segheria Packard, con la quale pianifica di dar fuoco allo stabilimento per avviare il progetto Ghostwood, volto alla costruzione di un country club sul terreno dove sorge la segheria.

### NeI segreti di Twin Peaks
All'inizio della serie sembra essere un affarista spregiudicato, insensibile e scorretto che manipola diversi personaggi, mettendoli uno contro l'altro, per raggiungere i suoi scopi. Egli complotta di nascosto con Josie Packard, rivelandole del piano di Catherine, dunque, di comune accordo con la ragazza, incarica Leo Johnson di dar fuoco alla segheria intrappolando all'interno la Martell e, successivamente ordina a Hank Jennings l'omicidio di Leo perché nessuno venga mai a sapere che hanno lavorato insieme.
Sfortunatamente i suoi piani non vanno a buon fine: la segheria non brucia completamente, il corpo di Catherine non viene rinvenuto, Leo sopravvive allo sparo finendo in stato vegetativo e Audrey, infiltratasi al One-Eyed Jacks per indagare sulla morte di Laura, scopre che Ben ne è il proprietario. Dopo che l'agente Cooper soccorre la figlia dell'imprenditore dalle grinfie di Blackie O'Reilly e Jean Renault, intenzionati ad usarla per chiedere un riscatto, questa rivela della sua scoperta, portando all'immediato arresto di Benjamin per l'accusa dell'omicidio di Laura Palmer.
A questo punto la rediviva Catherine Martell lo raggira facendosi consegnare la sua quota sul Ghostwood in cambio di un alibi per la notte dell'omicidio, malauguratamente la donna non mantiene la promessa e Benjamin rimane in prigione finché Cooper non risolve il caso smascherando Leland Palmer come il vero assassino.
La serie di drammatici eventi segnano profondamente Ben il quale, dopo essere stato rilasciato, ha un esaurimento nervoso che lo porta a credersi un generale della guerra di secessione americana. Superato il momento critico grazie agli sforzi della figlia Audrey, del fratello Jerry, di Bobby Briggs e del dottor Jacoby, Benjamin diventa un ambientalista e sembra coltivare il genuino desiderio di redimersi dal suo passato, recuperando il rapporto con la figlia e tentando di sventare il Ghostwood per proteggere le specie in via d'estinzione che popolano la foresta.

### Epilogo
Verso il finale della serie, come parte della sua nuova politica di vita, Benjamin tenta di fare ammenda con Eileen Hayward, con la quale in passato ebbe una relazione il cui risultato è probabilmente Donna. Nell'ultimo episodio l'uomo si presenta a casa degli Hayward per rivelare la verità alla sconvolta ragazza, durante il dialogo non viene data conferma della paternità illegittima dell'uomo poiché i rispettivi coniugi di Ben ed Eileen irrompono nella stanza e il dottor Hayward, vedendo la figlia in lacrime si scaglia contro il ricco magnate ferendolo alla testa.
La cancellazione della serie lascia il dubbio sul destino di Ben e su chi sia il vero padre di Donna.

### InTwin Peaks(2017)
Nella terza stagione, si scopre che egli è sopravvissuto alla rissa con il dottor Hayward, che dirige ancora l'hotel e che ha licenziato suo fratello. Inoltre, si scopre che un suo parente (un certo Richard Horne) è coinvolto in alcuni loschi affari con i criminali del luogo e corrompe un poliziotto chiamato Chad, ma tuttavia non si sa nulla dei suoi rapporti con Audrey, Jerry e Ben.

## La falsa pista
Prima che fosse rivelata l'identità del vero assassino di Laura Palmer, Benjamin venne usato dagli sceneggiatori come "falsa pista" per far credere ai fan che fosse il colpevole. A tale scopo sono state girate due scene svianti:
- Nell'episodio Demoni, MIKE porta Cooper al Great Northern affermando che il killer si trova li. Nel momento in cui Ben si avvicina ai due MIKE si contorce in una sorta di attacco epilettico gridando che l'odore dell'assassino è addosso a Ben. Tale esclamazione è giustificata dopo che l'assassino si rivela essere Leland, il quale in quanto avvocato di Ben passa molto tempo con lui.

- Per mantenere segreta l'identità dell'assassino anche al cast, nell'episodio Anime solitarie, la scena dell'omicidio di Maddy venne girata in due versioni: la prima, quella trasmessa, vede Leland quale assassino della ragazza e dunque ospite di BOB; la seconda, identica, vede invece Ben al posto del suo avvocato. La seconda versione della scena non è mai stata trasmessa, e non è nemmeno stata aggiunta alla Twin Peaks, Definitive Gold Box Edition.